# French Open 1993
Wielkoszlemowy turniej tenisowy French Open w 1993 rozegrano w dniach 24 maja - 6 czerwca, na kortach im. Rolanda Garrosa.

## Zwycięzcy

### Gra pojedyncza mężczyzn
Sergi Bruguera (ESP) - Jim Courier (USA) 6:4, 2:6, 6:2, 3:6, 6:3

### Gra pojedyncza kobiet
Steffi Graf (GER) - Mary Joe Fernández (USA) 4:6, 6:2, 6:4

### Gra podwójna mężczyzn
Luke Jensen / Murphy Jensen (USA) - Marc-Kevin Goellner / David Prinosil (GER) 6:4, 6:7, 6:4

### Gra podwójna kobiet
Gigi Fernández (USA) / Natalla Zwierawa (BLR) - Łarysa Neiland (LAT) / Jana Novotná (CZE) 6:3, 7:5

### Gra mieszana
Jewgienija Maniokowa / Andriej Olchowski (RUS) - Elna Reinach / Danie Visser (RSA) 6:2, 4:6, 6:4

### Rozgrywki juniorskie
- chłopcy:

Roberto Carretero (ESP) - Albert Costa (ESP) 6:0, 7:6 
- dziewczęta:

Martina Hingis (SUI) - Laurence Courtois (BEL) 7:5, 7:5